# Bendis
Pour les articles homonymes, voir Brian Michael Bendis.

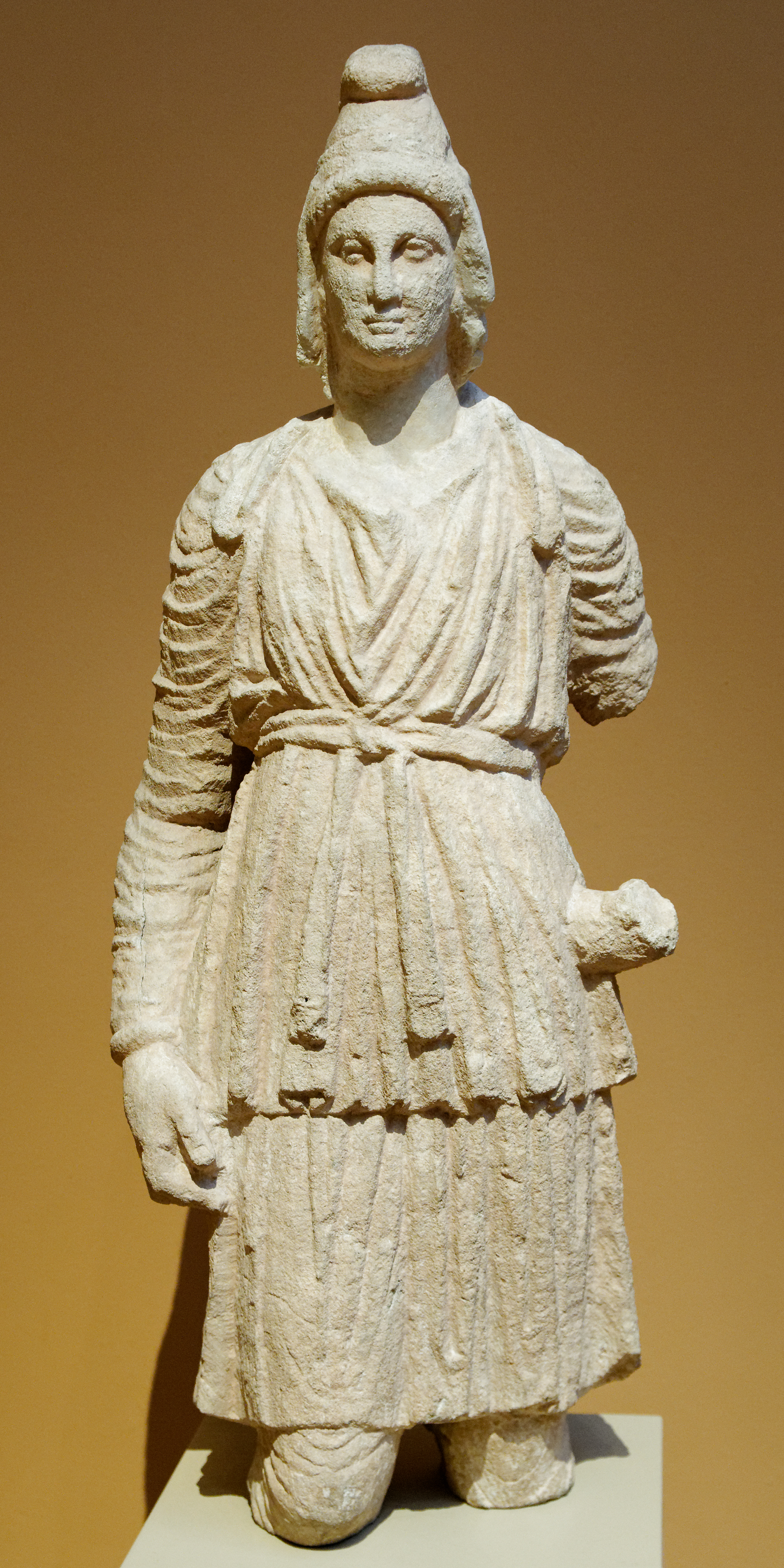
Statue d'Artémis Bendis, art chypriote hellénistique, Metropolitan Museum of Art.

Bendis était une déesse d'origine thrace, à qui étaient dédiées les fêtes rituelles des Bendidées à Athènes, chaque mois de Thargélion (mai/juin). La description de la fête nous est donnée dans l'ouverture de la République de Platon (327a) par la voix de Socrate.  
Bendis est partiellement associée à Artémis par ses attributs comme le montre le relief ci-dessous, découvert au Pirée, le port d'Athènes, dans le secteur où se trouvait le Bendideion, son temple, près de la colline de Munichie. Ses compétences sont cependant mal connues, faute de sources. 
Elle est introduite au Panthéon athénien à la fin du Ve siècle av. J.-C. - la date est incertaine, sans doute entre 431 et 419. 
Son culte se perpétue au IVe siècle av. J.-C. puis au moins jusqu'au IIe siècle av. J.-C. d'après un décret découvert dans les fouilles américaines de l'Agora d'Athènes.  

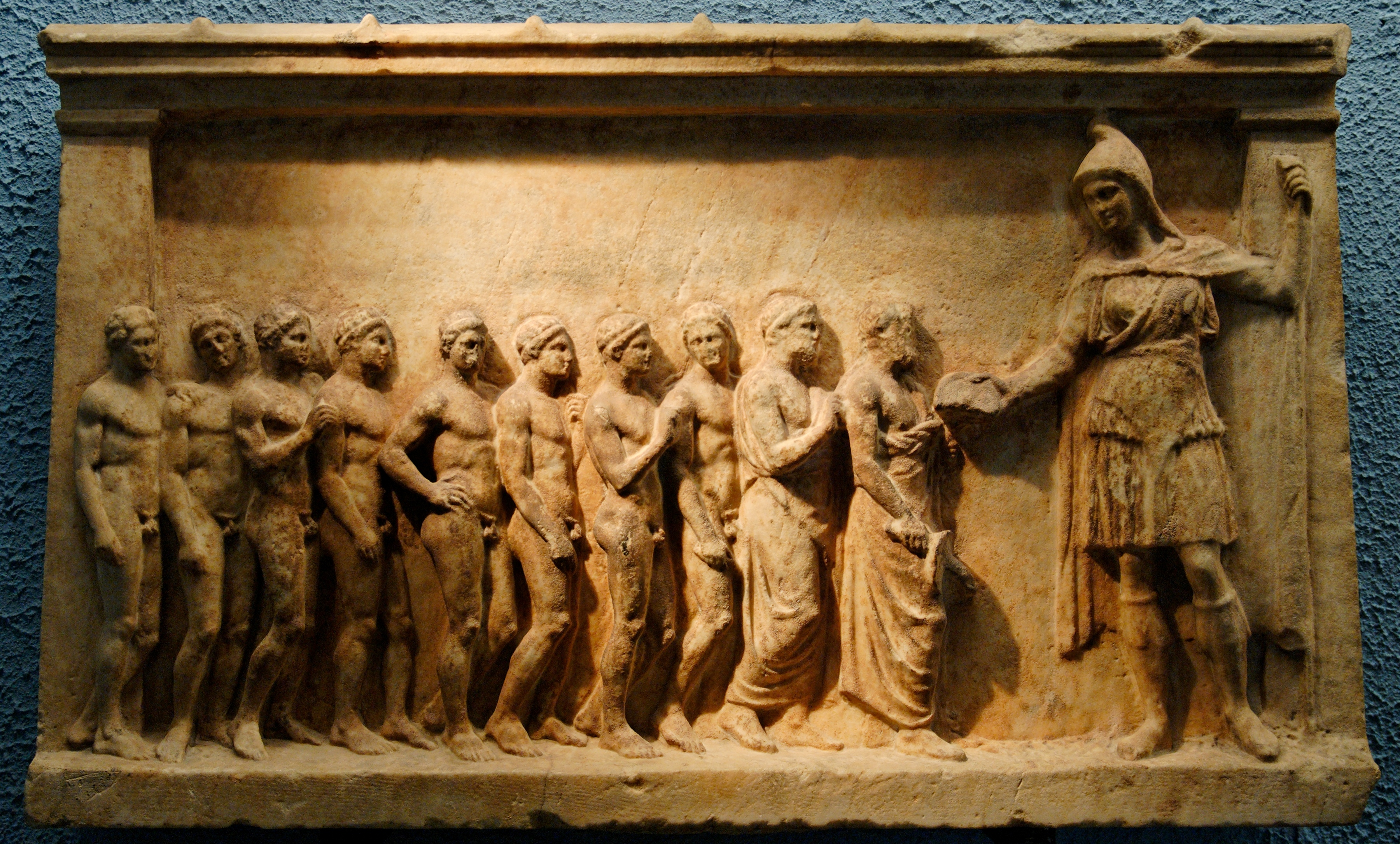
Bendis et ses adorateurs, peut-être des athlètes prenant part à la lampadédromie en l'honneur de la déesse. Relief votif en marbre, production athénienne, vers 400-375 av. J.-C. Réputé provenir du Pirée, plus probablement de la région d'un temple de Bendis à Munichie.